# Apotropina hirtiventris
Apotropina hirtiventris är en tvåvingeart som först beskrevs av Malloch 1934.  Apotropina hirtiventris ingår i släktet Apotropina och familjen fritflugor. Inga underarter finns listade i Catalogue of Life.